# Ana Beatriz Barros
Ana Beatriz Barros, přechýleně Barrosová (narozena 29. května 1982 v městečku Itabara v Brazílii), je jedna z nejznámějších a nejúspěšnějších brazilských modelek.
V dětství se s rodinou se přestěhovala do Ria de Janeira, kde strávila dětství. Má dvě starší sestry, jedna z nich je také modelka. K modelingu se dostala, když ji oslovil pracovník Elite Model Management. Proslavila se hlavně spoluprací se značkou Victoria's Secret. Nyní bydlí v New Yorku ve Spojených státech amerických. Má ráda jízdu na kole, procházky po pláži a čtení knížek o umění, a hlavně o malování.